# Сосновый Мыс
Сосновый Мыс — деревня в Тюлячинском районе Татарстана. Входит в состав Большемешского сельского поселения.

## География
Находится в северо-западной части Татарстана на расстоянии приблизительно 19 км на восток-юго-восток от районного центра села Тюлячи у речки Мёша.

## История
Основана в середине XVIII века.
В «Списке населенных мест по сведениям 1859 года», изданном в 1866 году, населённый пункт упомянут как казённая деревня Сосновый Мыс 1-го стана Мамадышского уезда Казанской губернии. Располагалась при реке Мёше, по правую сторону Зюрейского торгового тракта, в 60 верстах от уездного города Мамадыша и в 42 верстах от становой квартиры во владельческом селе Кукморе (Таишевский Завод). В деревне, в 29 дворах жили 186 человек (87 мужчин и 99 женщин).

## Население
Постоянных жителей было: в 1859—177, в 1897—294, в 1908—338, в 1920—280, в 1926—311, в 1938—208, в 1949—174, в 1970—103, в 1979 — 79, в 1989 — 40, 42 в 2002 году (татары 98 %), 44 в 2010.